# Athis-Mons
Athis-Mons  [at̪is mɔ̃s] je město v jižní části metropolitní oblasti Paříže ve Francii v departmentu Essonne a regionu Île-de-France. Od centra Paříže je vzdálené 16,5 km.

## Geografie
Sousední obce: Paray-Vieille-Poste, Villeneuve-le-Roi, Ablon-sur-Seine, Vigneux-sur-Seine, Savigny-sur-Orge, Juvisy-sur-Orge a Draveil.
Athis-Mons se nachází na soutoku řek Orge a Seiny. Na jihu města je mezinárodní letiště Orly.

## Historie
Athis-Mons vzniklo roku 1817 sloučením měst Athis a Mons.

## Vývoj počtu obyvatel
Počet obyvatel

## Osobnosti města
- Louise-Anne de Bourbon-Condé (1685–1758), vnučka Ludvíka XIV.
- Jean-Nicolas Corvisart (1775–1821), osobní lékař Napoleona Bonaparte
- André Guillaumin (1885–1974), botanik

## Partnerská města
- Ballina, Irsko
- Filingué, Niger
- Rothenburg ob der Tauber, Německo
- Sinaïa, Rumunsko
- Sora, Itálie